# Слободянюк Роман Олександрович
Рома́н Олекса́ндрович Слободяню́к (12 січня 1990 — 29 серпня 2014) — український військовик, розвідник 3-го окремого полку спеціального призначення, старший солдат. Учасник російсько-української війни.

## Життєпис
Народився 12 січня 1990 року в місті Первомайську Миколаївської області.
Після закінчення 2006 року Первомайської загальноосвітньої школи № 9 навчався в Одеському національному університеті імені І. Мечникова. Займався спортом, відвідував секцію важкої атлетики. Після закінчення вишу пов'язав життя зі службою у Збройних Силах України.
Загинув 29 серпня 2014 року під час виходу з Іловайського котла так званим «зеленим коридором» на дорозі поміж селами Многопілля і Червоносільське Амвросіївського району Донецької області.
3 вересня 2014 р. тіло Р. О. Слободянюка разом з тілами 96 інших загиблих у Іловайському котлі привезли до дніпропетровського моргу. 16 жовтня 2014 р. тимчасово похований на Краснопільському кладовищі м. Дніпропетровська як невпізнаний герой. Упізнали за тестами ДНК. Перепохований 21 січня 2015 року в місті Первомайську Миколаївської області на кладовищі на вулиці Кам'яномостівській.
Без Романа лишився брат Микола.

## Нагороди і вшанування
- Указом Президента України № 436/2015 від 17 липня 2015 року, «за особисту мужність і високий професіоналізм, виявлені у захисті державного суверенітету та територіальної цілісності України, вірність військовій присязі», старший солдат Слободянюк Роман Олександрович нагороджений орденом «За мужність» III ступеня (посмертно)[3].
- Рішенням 79-ї сесії Первомайської міської ради 6-го скликання від 16.09.2015 року присвоєне звання «Почесний громадянин міста Первомайська».
- Його портрет розміщений на меморіалі «Стіна пам'яті полеглих за Україну» в Києві: секція 3, ряд 9, місце 23
- Вшановується 29 серпня на щоденному ранковому церемоніалі вшанування українських захисників, які загинули цього дня в різні роки внаслідок російської збройної агресії[4]
- Іловайський Хрест (посмертно)